# Afmeting
De afmetingen van een object zijn de kenmerkende lengtematen ervan. 
Voor rechthoekige objecten zijn dat
- lengte
- breedte
- hoogte (diepte)

Voor ronde voorwerpen
- diameter, binnendiameter, buitendiameter

Voor trambaan en spoorweg
- spoorbreedte

Voor schepen
- scheepsmaten

Voor spiraalvormen
- spoed